# Ед Бредлі
Едвард Рудольф «Ед» Бредлі (англ. Edward Rudolph Bradley; 22 червня 1941, Філадельфія — 9 листопада 2006, Нью-Йорк) — американський журналіст та телеведучий, відомий насамперед як ведучий програми «60 хвилин» на каналі «CBS News» протягом 26 років.
Також відомий як військовий кореспондент, що висвітлював Падіння Сайгона в кінці В'єтнамської війни, а також як перший чорношкірий журналіст, який брав інтерв'ю у президента США в Білому домі. Згодом вів власну програму, «CBS Sunday Night with Ed Bradley».

## Відзнаки
За журналістську діяльність Ед Бредлі отримав низку нагород, зокрема Премію Пібоді, 19 премій Еммі та премію від Національної асоціації чорношкірих журналістів.
- 19 Премій Еммі[6]
- George Polk Award, 1979.[7]
- Robert F. Kennedy Journalism Award, 1996.[8]
- Премія Пібоді за репортаж «Death By Denial » про СНІД у Африці, 2000.[9]
- Paul White Award = премія Radio-Television News Directors Association, 2000.[10]
- Lifetime Achievement Award, якою нагороджує Національна асоціація чорних журналістів, 2005.[11]
- Премія Пібоді, за репортаж «Duke University rape », посмертно, 2007.[12]